# Alegeri în Sierra Leone
La nivel național, în Sierra Leone este ales un șef de stat – președintele – și o adunare legislativă. Președintele este ales pentru un mandat de 5 ani de către popor. Camera Deputaților are 124 membri, dintre care 112 membri aleși pentru un mandat de 4 ani prin reprezentare proporțională  în 14 circumscripții electorale cu mai multe locuri cu un prag electoral de 12.5% și 12 lideri. Sierra Leone are un sistem multi-partit, cu 2 sau 3 partide puternice și un al treilea partid care se bucură de succes electoral.
Alegerile parlamentare din 2007
Rezumatul rezultatelor de la alegerile parlamentare din 11 august 2007 din Sierra Leone
| Partide                                                | Voturi    | %       | Locuri |
| ------------------------------------------------------ | --------- | ------- | ------ |
| Congresul întregului popor APC                         | 728,898   | 40.73%  | 59     |
| Partidul poporului din Sierra Leone SLPP               | 707,608   | 39.54%  | 43     |
| Mișcarea poporului pentru o schimbare democratică PMDC | 275,435   | 15.39%  | 10     |
| Alianța democratică națională NDA                      | 31,388    | 1.75%   | 0      |
| Partidul convenției populare CPP                       | 15,303    | 0.86%   | 0      |
| Partidul uniunii național populare UNPP                | 14,078    | 0.79%   | 0      |
| Independenți                                           | 10,127    | 0.57%   | 0      |
| Partidul pentru Pace și Libertate PLP                  | 6,752     | 0.38%   | 0      |
| Lideri tradiționali                                    | -         | -       | 12     |
| Total                                                  | 1,789,589 | 100.00% | 24     |
| Voturi invalide 8,94% din totalul de voturi            | 175,606   |         |        |
| Total, inclusiv voturile invalide                      | 1,965,195 |         |        |

Sursă  Comisia electorală națională - locuri și voturi pe circumscripție
Liderii tradiționali au ales 12 parlamentari independent de alegerile parlamentare, se consideră că sunt aliați cu SLPP